# Lucky (album)
Pour les articles homonymes, voir Lucky.
Albums de Nada Surf
The Weight Is a Gift
(2005) If I Had a Hi-fi
(2010)
Lucky est le cinquième album du groupe Nada Surf, sorti le 5 février 2008. Il a été enregistré en mars et août 2007 aux Studios Robert Lang, à Seattle, et coproduit par John Goodmanson. À la suite d'une mauvaise interprétation lors d'une interview de Matthew Caws, il a d'abord été annoncé sous le titre Time for Plan A.

## Liste des titres
| No  | Titre                                        | Durée |
| --- | -------------------------------------------- | ----- |
| 1.  | See These Bones                              | 5:10  |
| 2.  | Whose Autority                               | 3:01  |
| 3.  | Beautiful Beat                               | 4:38  |
| 4.  | Here Goes Something                          | 2:06  |
| 5.  | Weightless                                   | 3:32  |
| 6.  | Are You Lightning ?                          | 5:23  |
| 7.  | I Like What You Say                          | 3:09  |
| 8.  | Je t'attendais (édition française seulement) | 3:48  |
| 9.  | From Now On                                  | 2:36  |
| 10. | Ice on the Wing                              | 3:48  |
| 11. | The Fox                                      | 5:41  |
| 12. | The Film Did Not Go 'Round                   | 3:47  |

### Disque bonus
1. Whose Authority (acoustic)
2. I Like What You Say (acoustic)
3. I Wanna Take You Home
4. Everyone's On Tour

## Accueil

### Classements
Sauf mention contraire, les informations de ce tableau proviennent du site internet lescharts.com
| Lucky | 33 | 97 | 82 | 41 | 98 | 39 |

### Accueil critique
L'album a recueilli dans l'ensemble de bonnes critiques musicales, obtenant un score de 77⁄100, sur la base de 21 critiques collectées, sur Metacritic. Andrew Leahy, de AllMusic, lui donne 4,5 étoiles sur 5. Paul Moody, de NME, lui donne la note de 7,9/10. Jonathan Keefe, de Slant, lui donne 4 étoiles sur 5.

## Singles
- See These Bones
- Whose Authority
- I Like What You Say
- Weightless

## Musiciens
- Matthew Caws - chant, guitare
- Daniel Lorca - basse, chœurs
- Ira Elliot - batterie, chœurs